# Dark Chords on a Big Guitar
Dark Chords on a Big Guitar è un album in studio della cantante statunitense Joan Baez, pubblicato nel 2003.

## Tracce
1. Sleeper (Greg Brown) – 4:35
2. In My Time of Need (Ryan Adams) – 4:33
3. Rosemary Moore (Caitlin Cary) – 5:15
4. Caleb Meyer (Gillian Welch, David Rawlings) – 2:31
5. Motherland (Natalie Merchant) – 4:44
6. Wings (Josh Ritter) – 4:01
7. Rexroth's Daughter (Greg Brown) – 5:19
8. Elvis Presley Blues (Gillian Welch, David Rawlings) – 4:40
9. King's Highway (Joe Henry) – 3:28
10. Christmas in Washington (Steve Earle) – 5:13